# Paquete Telecom
El "Paquete Telecom", COM (2007) 697, COD/2007/0247, fue presentado por la Comisaria Viviane Reding al Parlamento Europeo en Estrasburgo el 23 de noviembre de 2007. Su objetivo es cambiar las Reglas de Telecomunicaciones de la UE de 2002. Principalmente, su misión es unificar el mercado de telecomunicaciones europeo para los 27 Estados miembros. Se espera que se convierta en ley a finales de 2009 o en 2010.
En la primera lectura en el Parlamento Europeo, el 24 de septiembre de 2008, se añadieron varias enmiendas para proteger los derechos de los usuarios y poniendo a las autoridades judiciales como única vía para imponer sanciones a los usuarios.
En la segunda lectura, el 5 de mayo de 2009, la mayoría del Parlamento Europeo votó para enmendar el paquete de nuevo, haciendo ilegal que los gobiernos desconecten de Internet a usuarios basándose en sospechas de violaciones de copyright hasta que sean condenados por un juez.